# Keld Andersen
Keld Andersen, danski rokometaš, * 4. marec 1946, † 7. november 2021.
Leta 1972 je na poletnih olimpijskih igrah v Münchnu v sestavi danske rokometne reprezentance osvojil 13. mesto.